# 中華紙漿
中華紙漿，為台灣紙漿及紙品加工製造為主要業務的企業，主要產品有短纖闊葉樹紙漿、文化用紙、紙板與特殊紙。目前於大中華區共有五座生產基地，包含花蓮廠、久堂廠、台東廠、觀音廠與廣東鼎豐廠。其母公司為永豐餘投資控股股份有限公司。

## 沿革概略
1968年7月5日，以新臺幣2億元之股本成立。
1968年10月30日，花蓮廠破土動工，並於1969年底開始試車。
1970年4月4日，花蓮廠正式開工。
1974年10月15日，協助象牙海岸共和國以該國木材在花蓮廠製造漂白紙漿。
1975年2月7日，公司已發行的股票在臺灣證券交易所公開掛牌交易（臺證所：1905）。
1976年12月7日，轉投資成立印尼永吉紙業公司。
1980年12月31日，年產量12萬噸之紙漿廠試車完成。
1982年3月31日，出售年產量10萬噸漂白紙漿之工廠設備予印尼永吉紙業公司。
1990年8月18日，轉投資成立中國大陸廣東省廣東鼎豐紙業有限公司。
2006年4月1日，轉投資成立廣東省肇慶鼎豐林業有限公司。
2000年9月8日，公司股票發行方式全面轉換為無實體發行。
2008年12月8日，轉投資成立永豐能源科技股份有限公司。
2012年10月1日，與永豐餘紙與紙板事業部完成合併，落實林漿紙一貫整合。
2014年，花蓮廠成立「氫能源示範基地」。
廣東鼎豐紙業有限公司擴建年產5萬噸生活用紙產線，於2016年9月底正式生產。
2015年，中華紙漿第一本企業社會責任（CSR）報告書發行。
2016年，中華紙漿獲頒「亞洲企業社會責任獎-綠色領導獎」。
2017年，子公司肇慶鼎豐林業有限公司所屬之林地，正式通過大陸SGS認證，取得森林管理委員會FM/CoC證書。
榮獲台灣企業永續獎、綜合績效獎TOP50、永續報告獎銅獎
2018年，廣東鼎豐紙業有限公司受讓深圳市經綸紙品有限公司。全產品導入無螢光製程，成功開發吸管紙(益利吸)及無螢光文化用紙。

## 產品簡介
中華紙漿依產品別，共分為五大事業群：特殊紙事業群、紙漿事業群、紙與紙板事業群、特化材料事業群，及農林事業群。產品內容如下：
1. 漂白闊葉樹紙漿(LBKP)：為造紙主要原料。
2. 銅版紙類(Art Paper)：海報、月曆、雜誌、書冊、型錄、雜誌等。
3. 道林、模造紙類(Woodfree)：教科書、叢書、產品說明書、工商日誌、萬用手冊內頁、簿冊、雜誌及宣傳單等。
4. 紙板類：應用於撲克牌、吊牌、卡片、書籍之封面及化妝品、電子組零件、鞋盒、糕點、餅乾等包裝盒用。
5. 環保認證紙類(FSC)。
6. 其他特殊用途紙類：各等級紙管紙、標籤及膠帶用產品系列、各產業包裝用紙如醫療用紙、食品包裝用紙、光學襯紙及裝潢建材基紙系列產品。
7. 農林產品：肥料與土壤改質劑。
8. 特化材料：主要生產銷售液鹼、鹽酸、亞氯酸鈉、次氯酸鈉等。

## 營運與生產基地
- 台北全球總部
- 銷售服務據點

1. 台北分公司
2. 台中分公司
3. 台南分公司
4. 中國紙張部香港代表處（經綸全訊(香港)有限公司）
5. 中國紙張部深圳代表處
6. 中國紙張部上海代表處

- 生產基地

1. 久堂廠：高雄市大樹區
2. 台東廠：台東縣台東市
3. 花蓮廠：花蓮縣吉安鄉
4. 鼎豐廠：廣東省肇慶市
5. 觀音廠：桃園市觀音區

## 產能狀況與生產能力
- 大中華地區生產基地：

台灣地區生產基地包含花蓮廠（漿紙一貫廠）、久堂廠（特殊紙廠）及台東廠（再生環保紙廠），紙漿年產能為25萬噸，文化用紙年產能為60萬噸，特殊用紙年產能為10萬噸。其中紙漿90%用於製造文化用紙、10%外銷。
中國大陸生產基地為廣東鼎豐廠（林漿紙一貫廠），紙漿年產能為12萬噸，家庭用紙年產能為5萬噸。
- 近期重要投資：

公司投資台灣久堂廠200萬美金進行設備轉換，將4,000噸文化用紙產能轉移成2,500噸膠帶用紙產能，2015年11月已完成設備轉換，2016年1月已生產銷售。
公司為配合永豐餘衛生紙部門於中國大陸華南市場之布局，於中國大陸鼎豐廠購置2台新衛生紙機，此添購可為目前年產能增加5萬噸，已於2016年7月投產。

## 爭議
中華紙漿花蓮廠長年產生臭氣影響周遭居民，目前以製程改善及科技控管等方式處理中。

## 相關
- 干城車站

## 外部連結
- 永豐餘集團-中華紙漿 （页面存档备份，存于）